# Karabin Vetterli
Karabin Vetterli – szwajcarski karabin powtarzalny, opracowany w 1867 roku przez Friedricha Vetterli,. Karabin ten i jego wersje rozwojowe, były podstawowym uzbrojeniem armii szwajcarskiej od 1869 do 1889 roku, kiedy to zostały zastąpione przez karabiny Schmidt-Rubin M1889. Wersja Mod. 1870 oraz jej modyfikacja (Vetterli-Vitali) używane były przez armię włoską.

## Historia
W drugiej połowie XIX wieku armia szwajcarska używała karabinów odprzodowych Feldstutzer 1851. Doświadczenia wojny secesyjnej wykazały wyższość karabinów powtarzalnych nad jednostrzałową bronią odprzodową. W konsekwencji w 1866 roku Szwajcarska Rada Związkowa podjęła decyzję o wprowadzeniu tego typu karabinów we własnej armii. Jako rozwiązanie tymczasowe od 1867 roku przebudowano stare Feldstutzer 1851, na karabiny odtylcowe (Karabin Milbank-Amsler). Równocześnie trwało poszukiwanie nowego karabinu. Początkowo brano pod uwagę zakup lub produkcję karabinów Henry’ego lub Winchestera, jednak w wyniku prób Komisja Uzbrojenia zdecydowała się na przyjęcie konstrukcji Vetterliego.
Friedrich Vetterli zatrudniony był od 24 czerwca 1864 r. w Schweizerische Industrie-Gesellschaft (SIG) jako drugi dyrektor techniczny. Mając wcześniej doświadczenie przy konstruowaniu broni palnej we Francji i Wielkiej Brytanii, zaprojektował już w 1867 roku nowy karabin, będący bronią powtarzalną. W swoim projekcie Vetterli połączył magazynek lufowy karabinu Winchester M1866 z zamkiem czterotaktowym własnego projektu (wykorzystującym po raz pierwszy dwa przeciwległe występy ryglowe). Karabin zasilany był nabojem bocznego zapłonu 10,4 × 38 mm R, elaborowanym prochem czarnym, w łusce metalowej. Naboje ładowano do magazynka pojedynczo, przez otwór umiejscowiony po prawej stronie obudowy zamka.
Konstrukcja karabinu Vetterli czyniła go w momencie powstania, najnowocześniejszym karabinem wojskowym w Europie. Pojemny 11 nabojowy magazynek (+1 nabój w komorze) zapewniał wysoką szybkostrzelność (ok. 21 strzałów na minutę), a stosunkowo mały kaliber (10,4 mm) używanych pocisków charakteryzował się dobrymi właściwościami balistycznymi. Dla porównania inne karabiny używane w tym okresie: francuski Chassepot (1866–1875) i niemiecki Dreyse (1841–1873) były jednostrzałowymi karabinami iglicowymi, zasilanymi nabojami w łuskach papierowych, umożliwiającymi oddanie ok. 8–15 strzałów na minutę. Dodatkowo Dreyse używał amunicji o dużym kalibrze 15,43 mm, o gorszych właściwościach balistycznych.

## Wersje

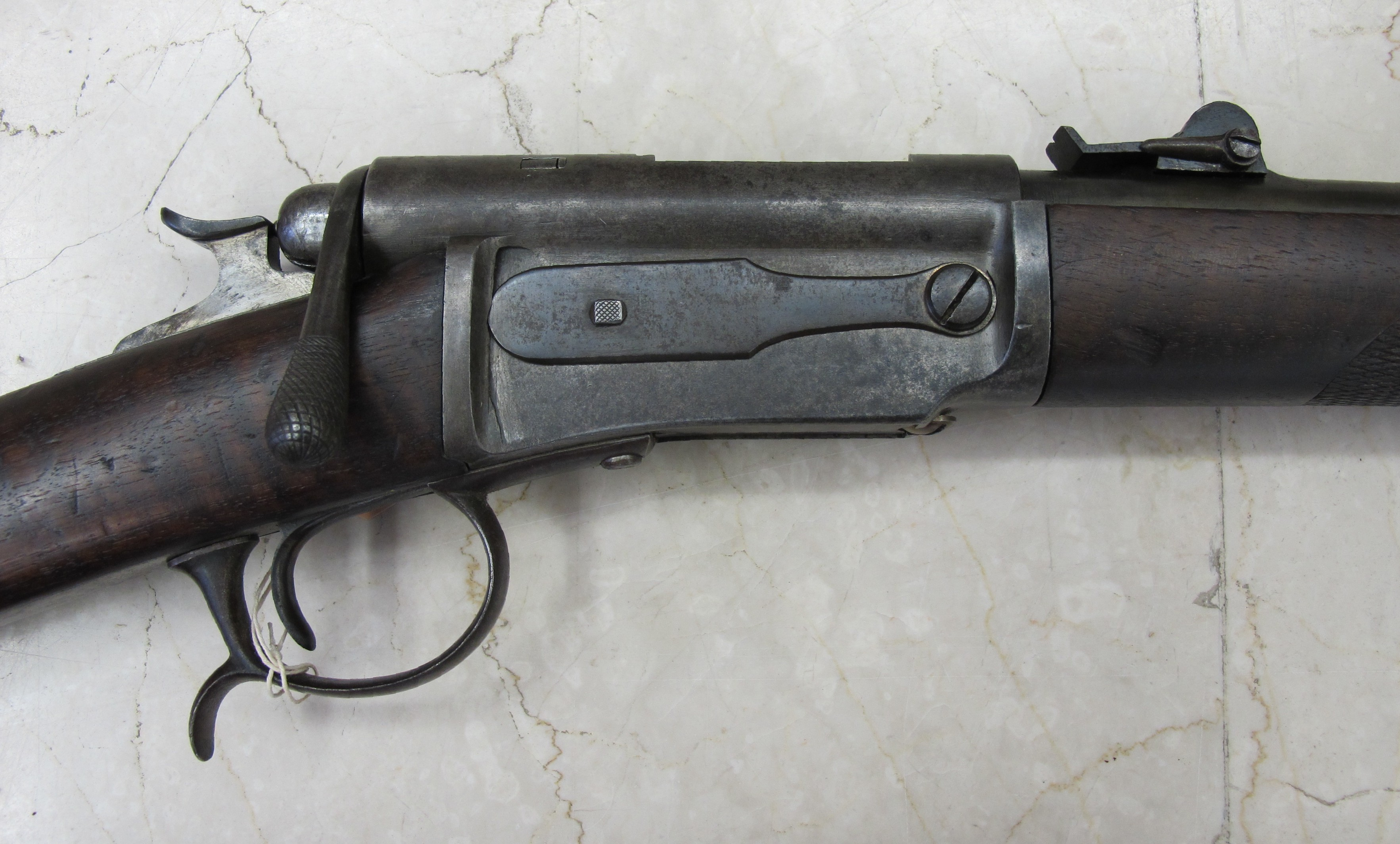
M1867

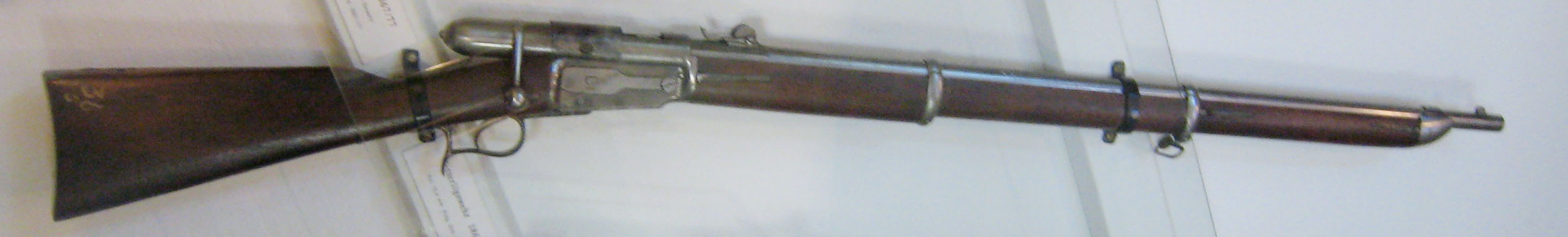
M1868

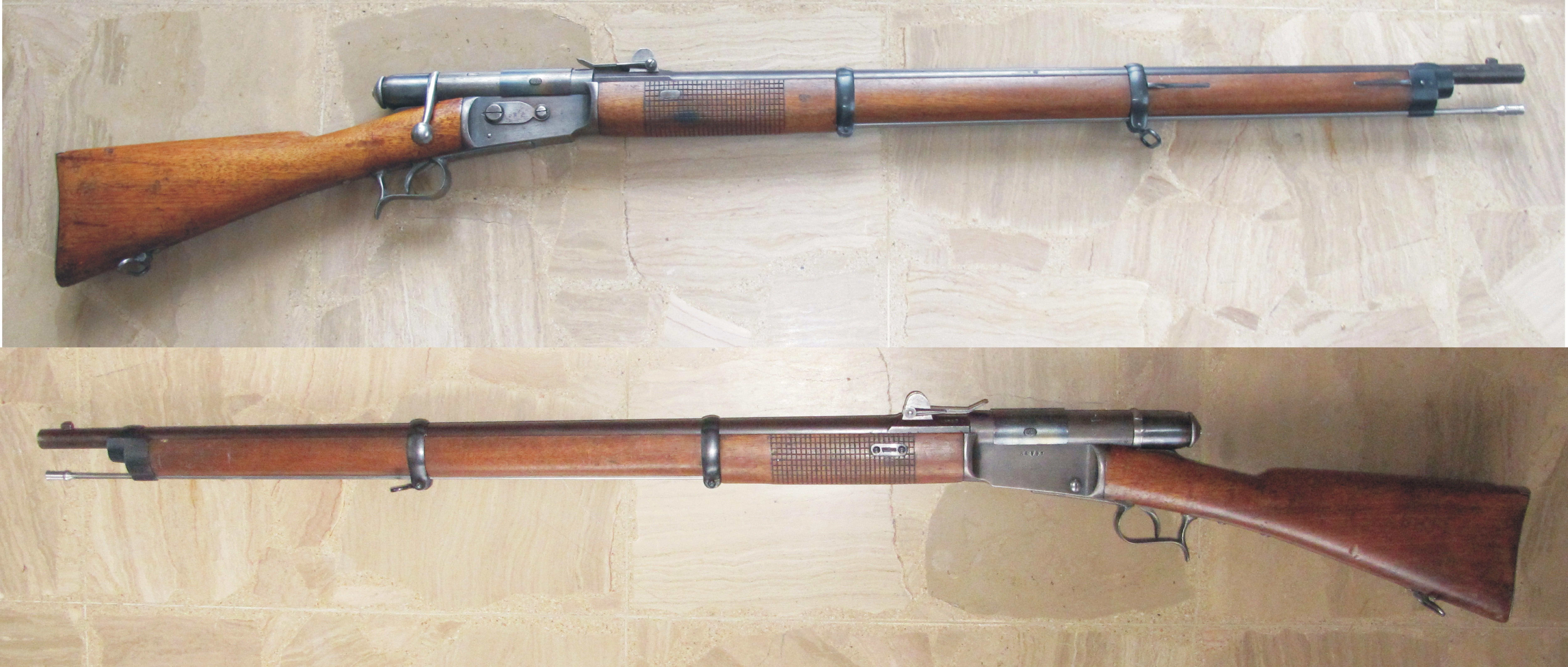
M1869, M1869/70

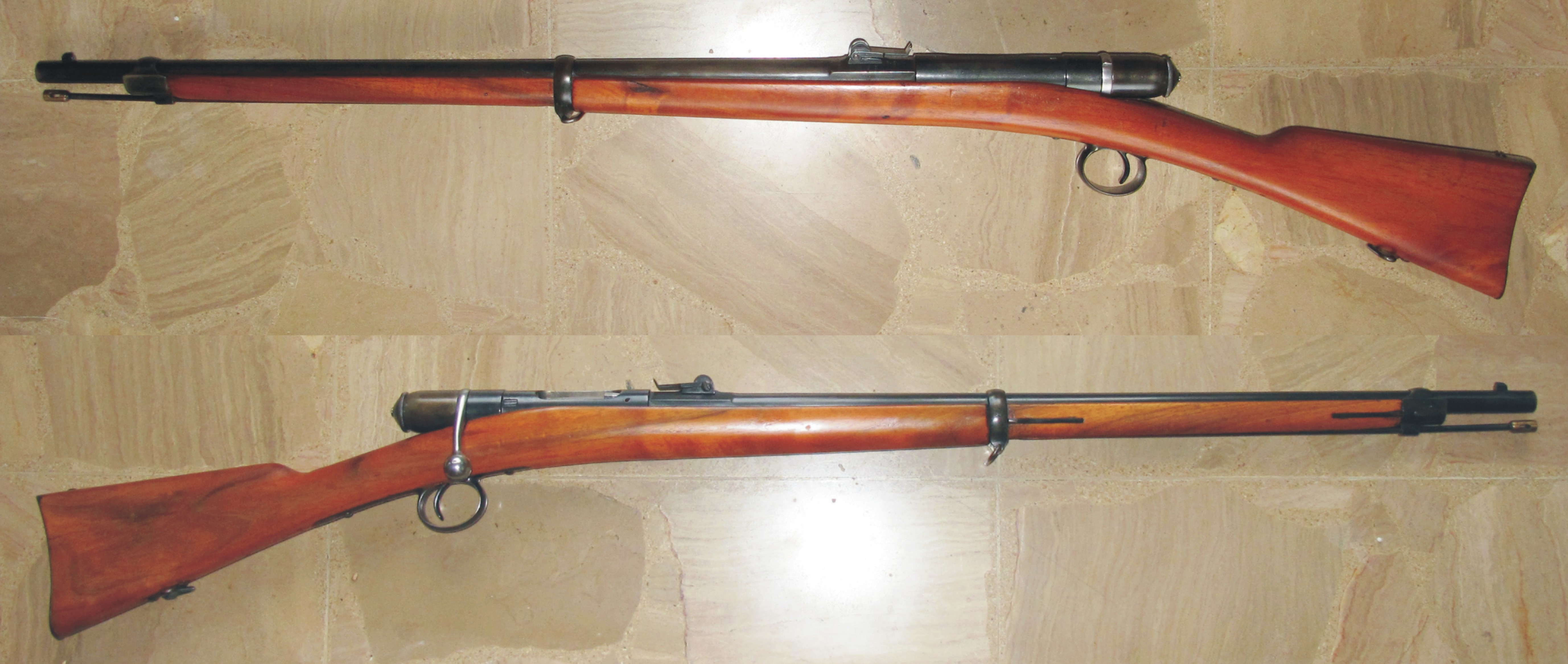
M1870 dla kadetów

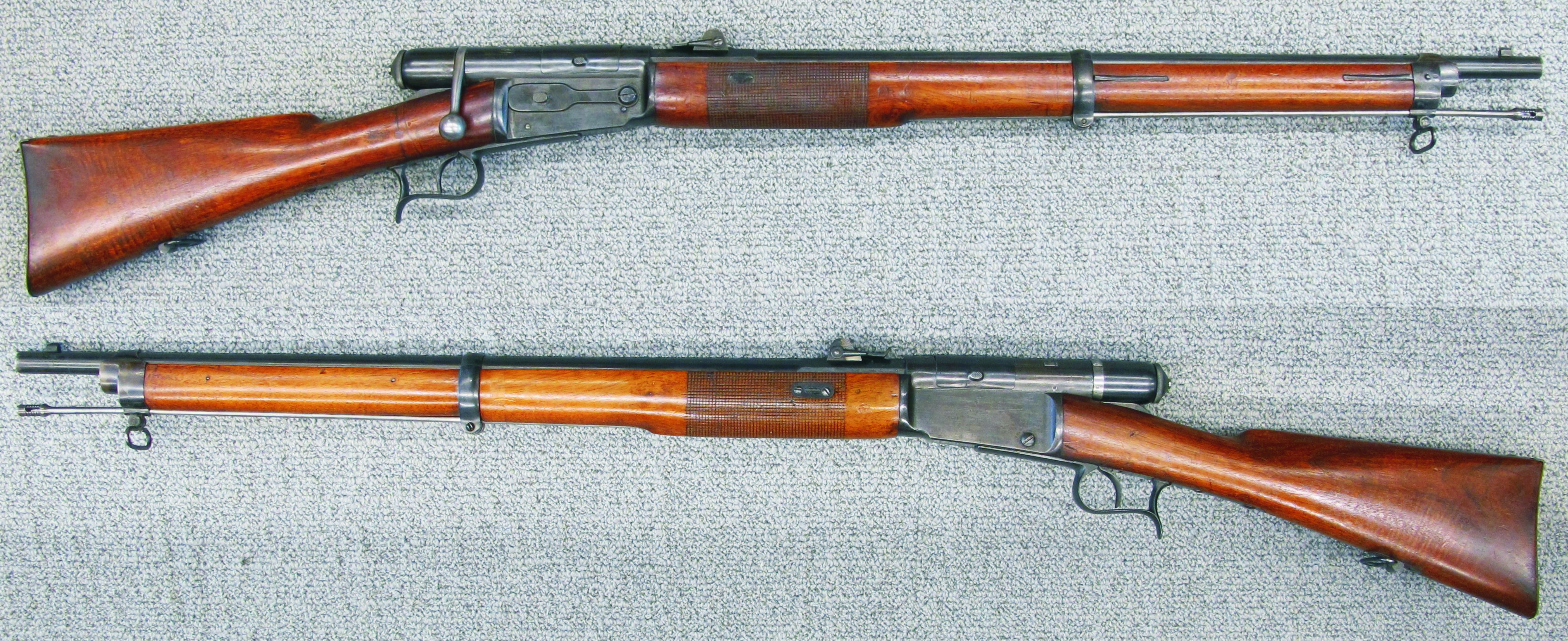
M1870 dla policji

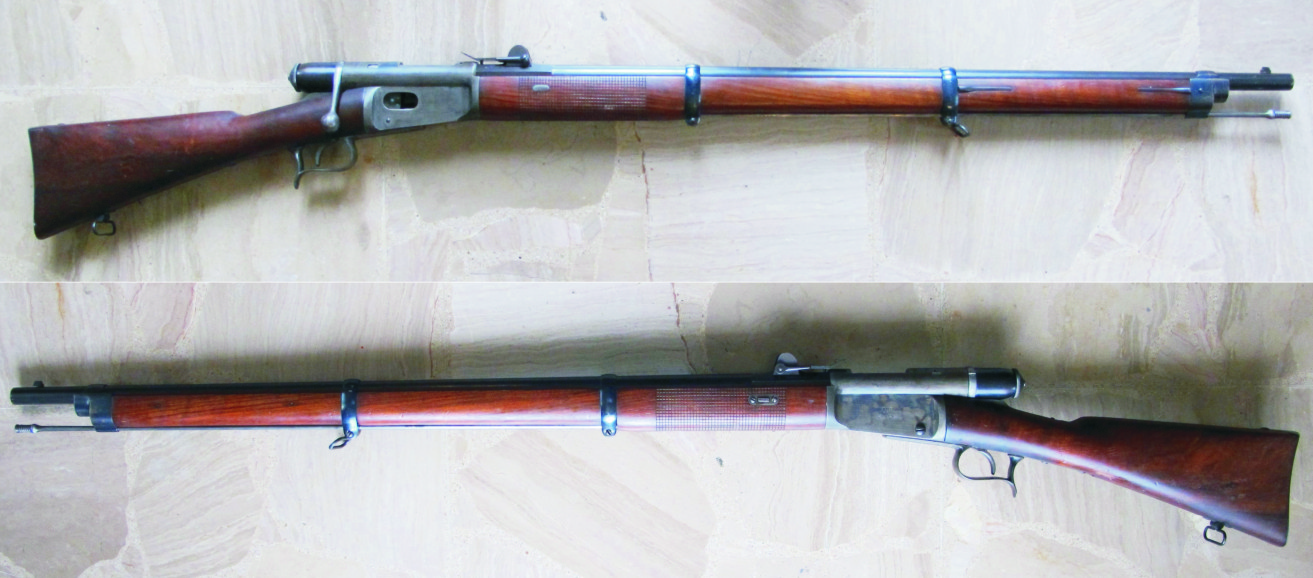
M1871

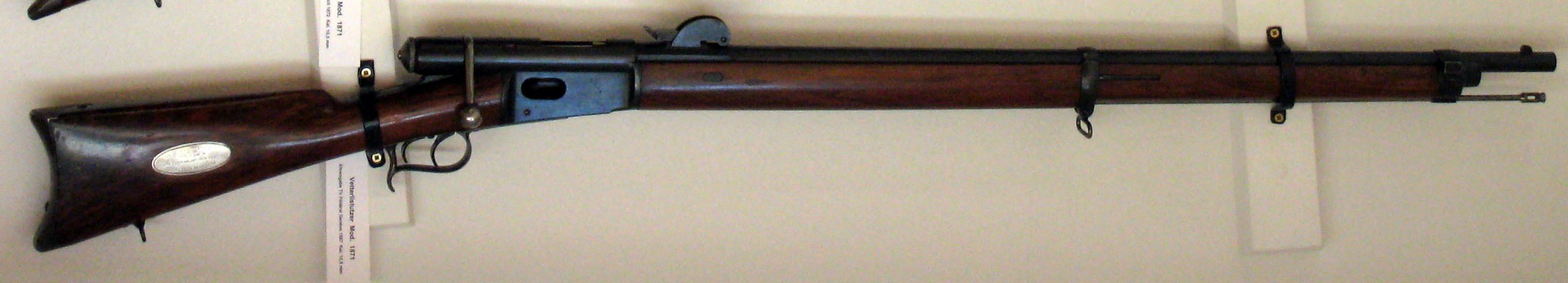
M1871 „Stutzer” z podwójnym spustem (wersja dla strzelców wyborowych)

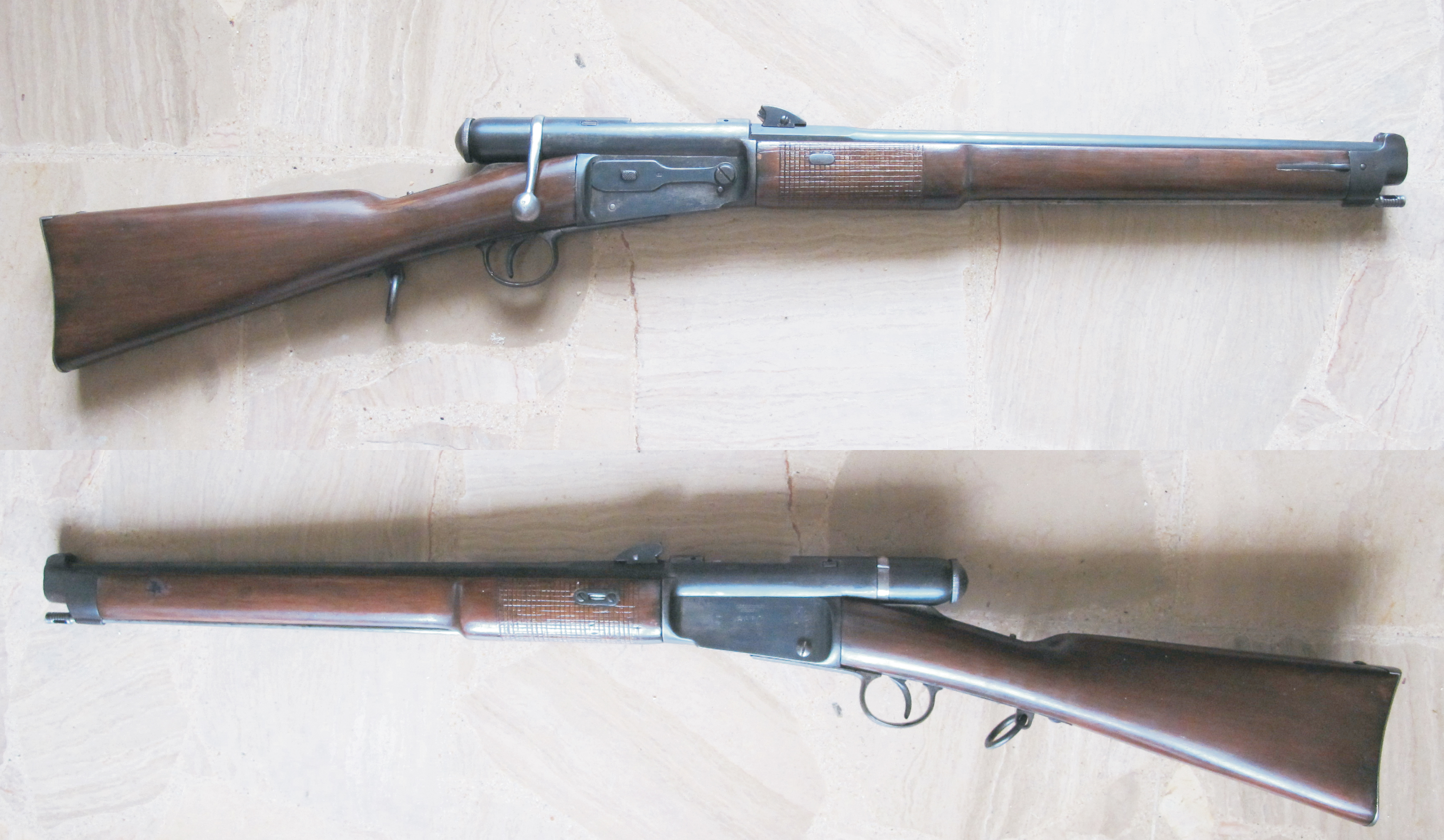
Karabinek kawaleryjski

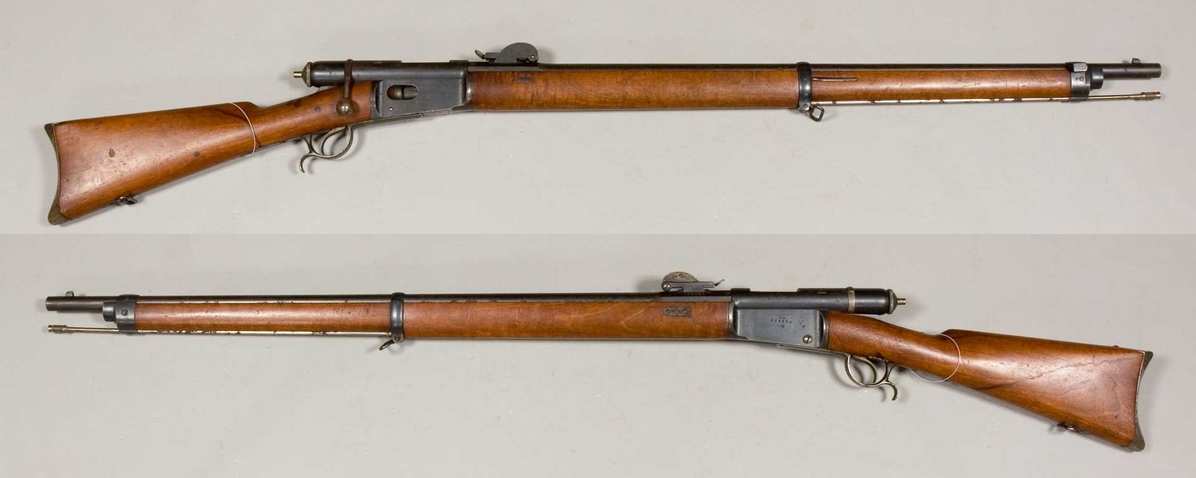
M1878

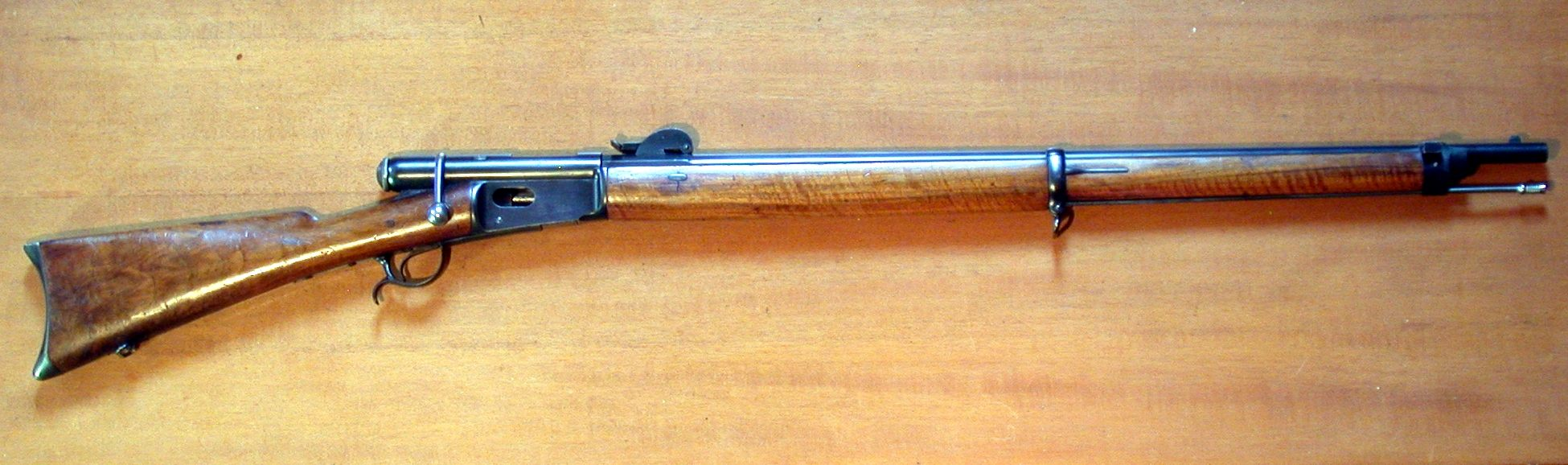
M1881

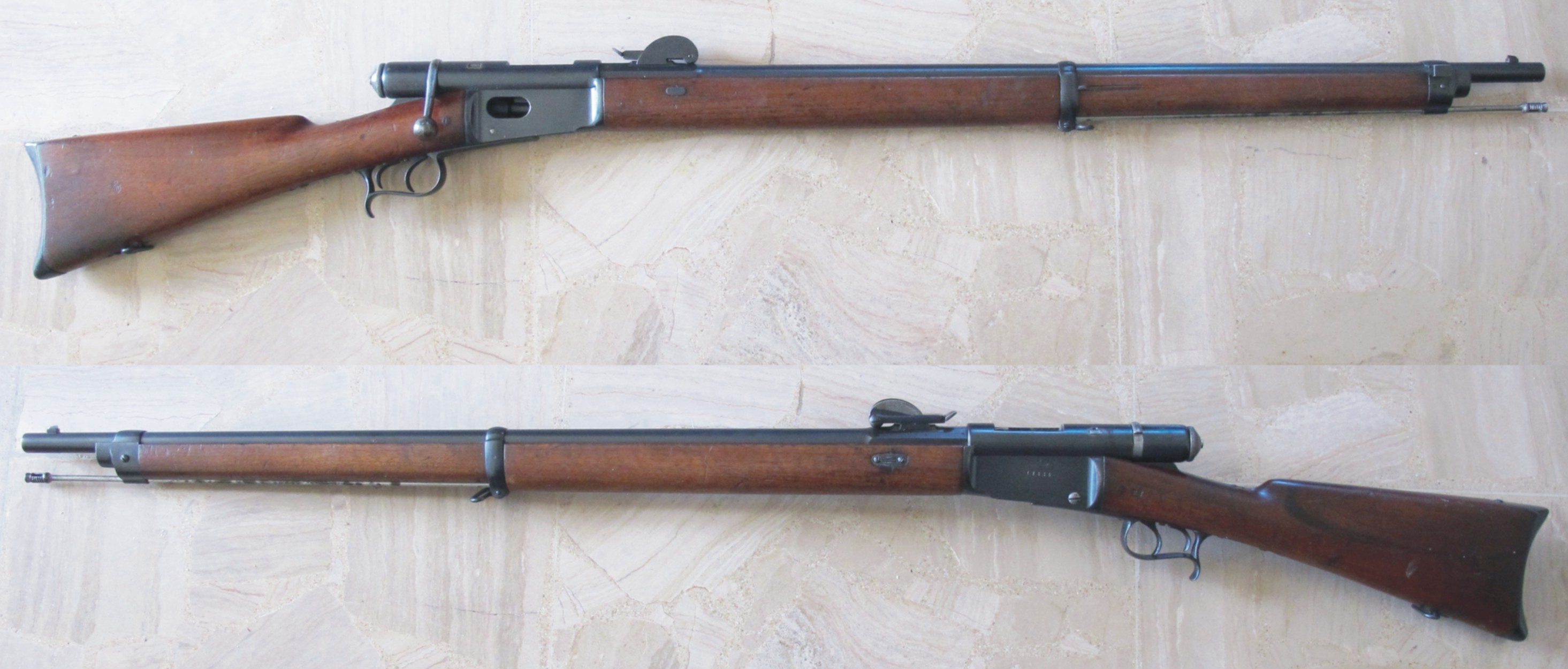
M1881 „Stutzer” z podwójnym spustem (wersja dla strzelców wyborowych)

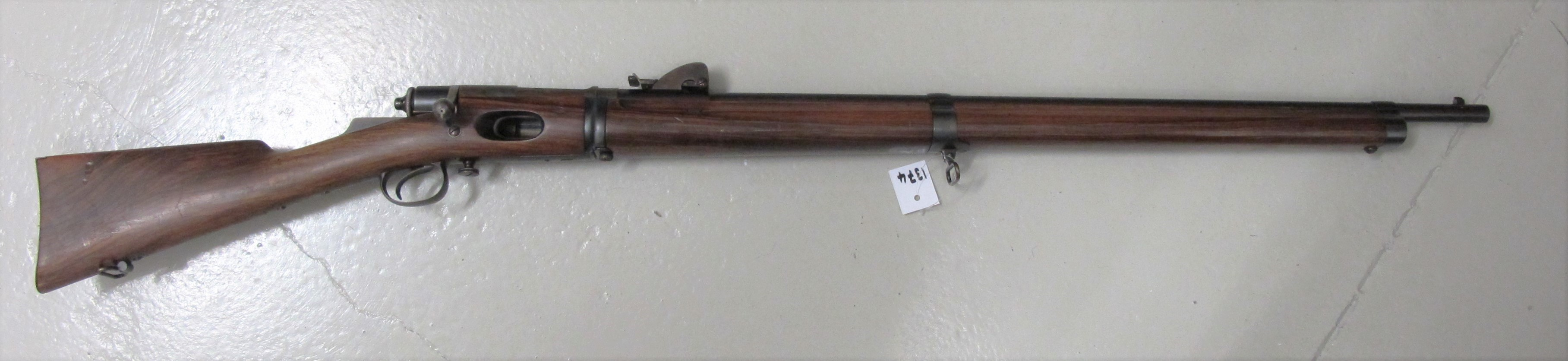
Prototyp z dwoma magazynkami mieszczącymi 24 naboje

Od powstania pierwszej wersji w 1867 roku, konstrukcja karabinu Vetterli była stale rozwijana. Poniżej przedstawiono wybrane modele i ich najistotniejsze cechy:

### Repetiergewehr Vetterli, Modell 1867
Pierwsza prototypowa wersja. Jej cechą charakterystyczną był zewnętrzny kurek.

### Repetiergewehr Vetterli, Modell 1868
Zanim M1867 został wprowadzony do masowej produkcji, zmodyfikowano go, rezygnując z zewnętrznego kurka na rzecz wewnętrznej sprężyny naciągowej. Dodano zaokrąglony przedni bączek, oraz wycior z lewej strony broni.

### Repetiergewehr Vetterli, Modell 1869, Modell 1869/70
Wkrótce odkryto, że umiejscowienie wycioru z boku broni naraża go na uszkodzenia, w związku z czym przeniesiono go pod lufę. Po wyprodukowaniu niewielkiej liczby M1869 od razu poddano je modyfikacji (M1869/70) ustalając kaliber nominalny na 10,5 mm (z tolerancją od 10,35 do 10,65 mm).
Długość całkowita: 1300 mm, długość lufy: 842 mm, waga: 4850 g, pojemność magazynka: 11 (+1 w komorze).

### Vetterli Modello 1870 (wersja włoska)
Uproszczona wersja M1869, opracowana na potrzeby armii włoskiej. W przeciwieństwie do pierwowzoru, Mod. 1870 był karabinem jednostrzałowym, zasilanym nabojami centralnego zapłonu 10,35 × 47 mm R.
W 1887 r. karabin został poddany przez Włochów dalszej modyfikacji, poprzez dodanie 4 nabojowego magazynka pudełkowego, projektu kapitana Giuseppe Vitali (Vetterli-Vitali Mod. 1870/87). W czasie I wojny światowej, w 1915 r. przystosowano go do zasilania nabojami 6,5 × 52 mm Carcano i zastosowano 6 nabojowy magazynek (Vetterli-Vitali Mod. 1870/87/15).

### Kadettengewehr Modell 1870
Jednostrzałowa wersja przeznaczona dla kadetów, zasilana słabszą amunicją.
Długość całkowita: 1130 mm, długość lufy: 681 mm, waga: 3240 g

### Polizei-Repetiergewehr Modell 1870
Karabinki przeznaczone dla policji kantonalnej.
Długość całkowita: 1144 mm, długość lufy: 737 mm, waga: 4060 g, pojemność magazynka: 7 (+1 w komorze).

### Repetiergewehr Vetterli Modell 1871
Równolegle z M1869/70, ruszyła produkcja kolejnej ulepszonej wersji – M1871. Zastosowano w niej wzmocnioną lufę z kalibrem nominalnym 10,4 mm i zmniejszono jego tolerancję (od 10,35 do 10,55 mm) Zmodyfikowano również celownik, oraz przystosowano karabin do nowych bagnetów tulejowych. Zrezygnowano również z pokrywy, zasłaniającej otwór załadunkowy magazynka.
Długość całkowita: 1300 mm, długość lufy: 842 mm, waga: 4600 g, pojemność magazynka: 11 (+1 w komorze).

### Repetierstutzer Vetterli, Modell 1871
Stutzer – skrócona wersja karabinu przeznaczona dla strzelców wyborowych. Posiadała dwa języki spustowe – przedni służył do oddania strzału, tylny uruchamiał mechanizm umożliwiający zmniejszenie oporu spustu (przedniego). Zmniejszenie oporu redukowało zjawisko tzw. „zrywania strzału” – zbyt silnego szarpnięcia za język spustowy, negatywnie wpływającego na celność.
Długość całkowita: 1260 mm, długość lufy: 783 mm, waga: 4540 g, pojemność magazynka: 10 (+1 w komorze).

### Repetiergewehr Vetterli, Modell 1869/71
M1869/70 przystosowany do bagnetów M1871.

### Konvertierter Karabiner Vetterli Modell 1869/71
Karabinek, bez możliwości założenia bagnetu.
Długość całkowita: ? mm, długość lufy: ? mm, waga: 3900 g, pojemność magazynka: 6 (+1 w komorze).

### Kavallerie-Repetierkarabiner Vetterli, Modell 1871
Karabinek kawaleryjski, bez możliwości założenia bagnetu.
Długość całkowita: 930 mm, długość lufy: 470 mm, waga: 3330 g, pojemność magazynka: 6 (+1 w komorze).

### Kavallerie-Repetierkarabiner Vetterli, Modell 1878
Karabinek kawaleryjski, bez możliwości założenia bagnetu. Uproszczona wersja karabinku kawaleryjskiego M1871, lepiej przystosowana do masowej produkcji.
Długość całkowita: 930 mm, długość lufy: 470 mm, waga: 3330 g, pojemność magazynka: 6 (+1 w komorze).

### Repetiergewehr Vetterli, Modell 1878, Modell 1881
Uproszczone wersje M1871, lepiej przystosowane do masowej produkcji. M1878 i M1881 miały nowy długi bagnet nożowy z naciętą na głowni piłą oraz nowy celownik. W M1881 nieco przedłużono lufę i jeszcze bardziej zmniejszono tolerancje kalibru (od 10,352 do 10,450 mm). Były to najliczniej produkowane wersje (ok. 114 tys. egzemplarzy)
M1878: Długość całkowita: ? mm, długość lufy: 834 mm, waga: ? g, pojemność magazynka: 12 (+1 w komorze)
M1881: Długość całkowita: ? mm, długość lufy: 843 mm, waga: ? g, pojemność magazynka: 12 (+1 w komorze)

### Repetierstutzer Vetterli, Modell 1878, Modell 1881
Wersje Stutzer karabinów M1878 i M1881, przeznaczone dla strzelców wyborowych. Zastosowano w nich dwa języki spustowe (jak w wyborowej wersji M1871 Stutzer), z mechanizmem umożliwiającym zmniejszenie oporu spustu.
M1878: Długość całkowita: ? mm, długość lufy: 834 mm, waga: ? g, pojemność magazynka: 12 (+1 w komorze)
M1881: Długość całkowita: 1320 mm, długość lufy: 843 mm, waga: ? g, pojemność magazynka: 12 (+1 w komorze)

### Grenzwach-Repetiergewehr Vetterli, Modell 1878, Modell 1895
Karabinki produkowane dla straży granicznej, z możliwością zamocowania bagnetu M1878. W 1895 roku z powodu niewystarczającej ilości karabinków, skrócono część posiadanych długich karabinów piechoty, do długości odpowiadającej temu modelowi.
Długość całkowita: 945 mm, długość lufy: 485 mm, waga: 3540 g, pojemność magazynka: 5 (+1 w komorze).

### Wersje eksperymentalne
W 1883 r. prowadzono próby opracowania wersji karabinu kalibru 7,5 mm, jednak pomysł zarzucono ze względu na przyjęcie nowych karabinów Schmidt-Rubin. Opracowano również prototyp z dwoma magazynkami mieszczącymi łącznie 24 naboje, jednak nie trafił on do produkcji.

## Bagnety

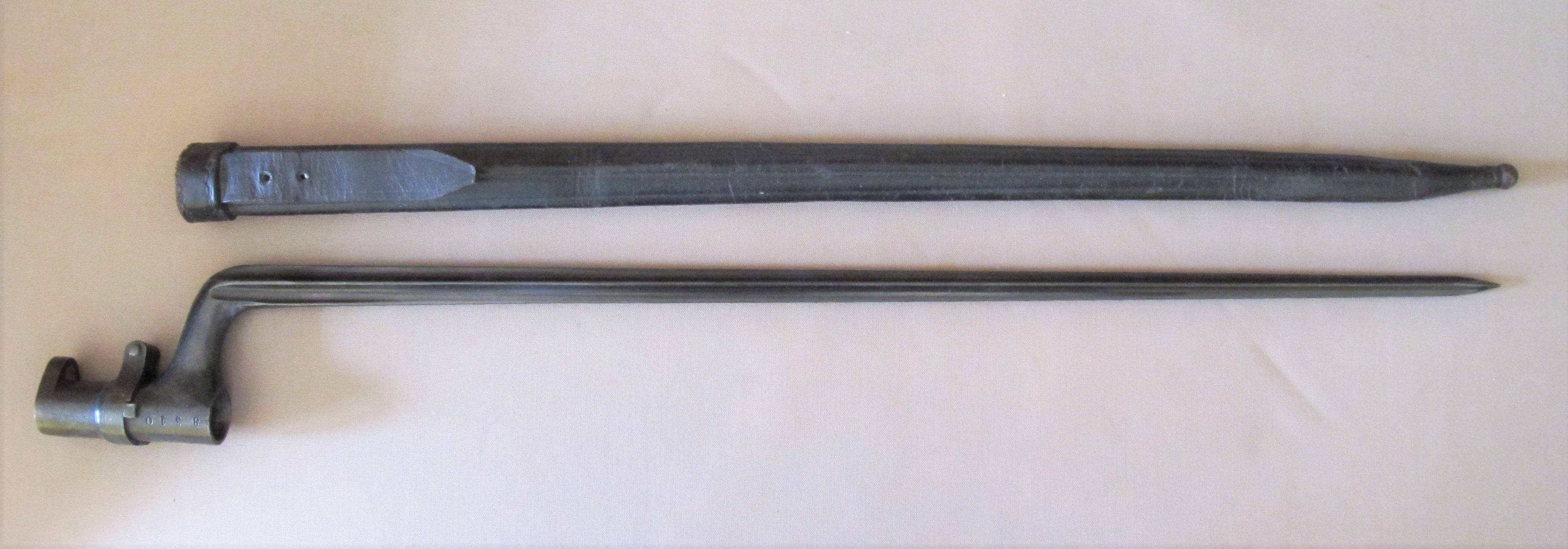
Bagnet M1871

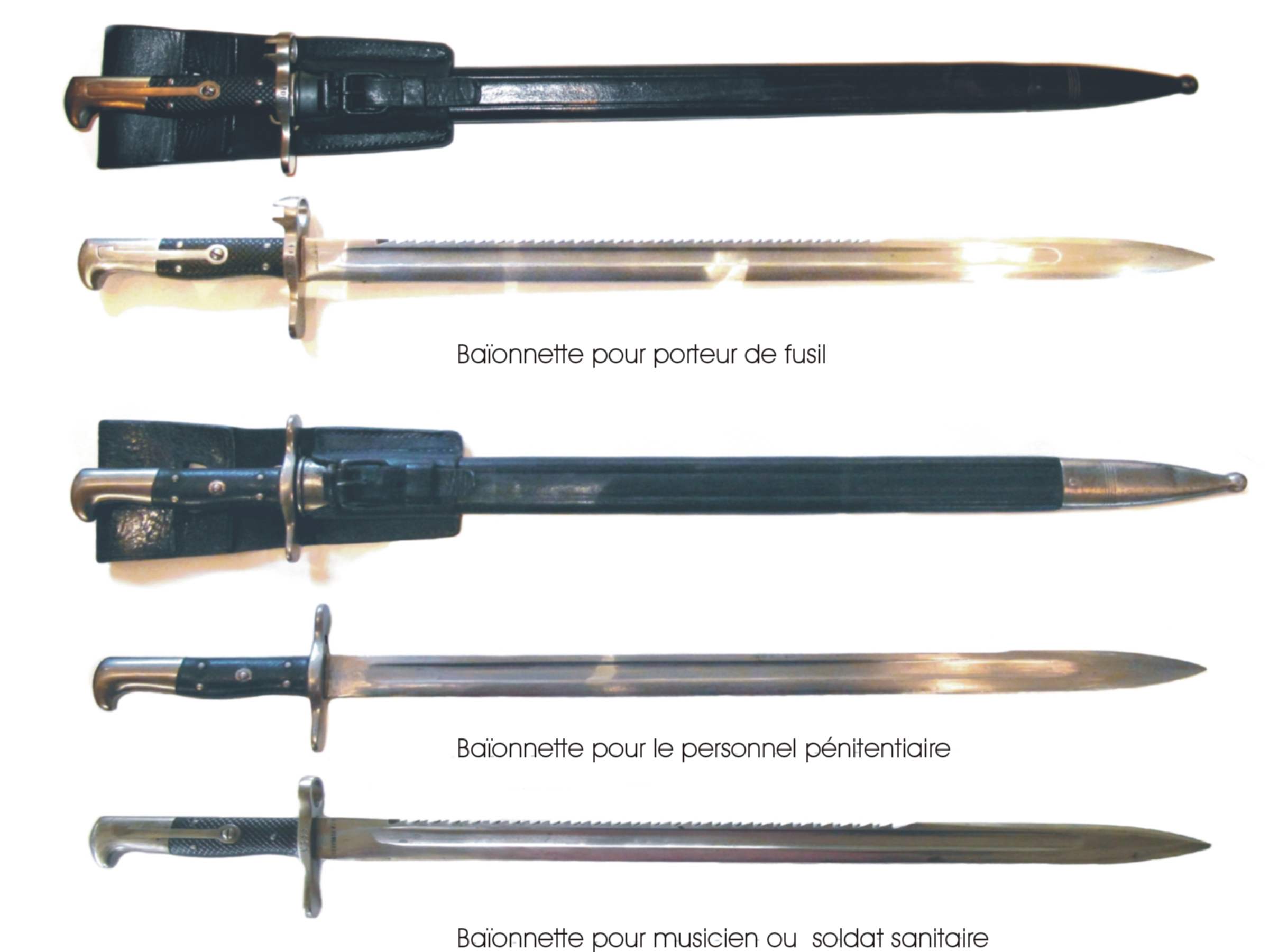
Bagnety M1878 wersje: (od góry) standardowa, służby więziennej, muzyków

Do karabinów opracowano dwa rodzaje bagnetów.

### Bagnet M1871
Wprowadzony wraz z karabinami M1871. Był to bagnet tulejowy z głownią czworograniastą. Szczelina tulei miała kształt zbliżony do litery „Z”, a jej podstawa posiadała wycięcie, odpowiadające kształtowi muszki karabinu. Pochwa skórzana z metalowymi okuciami.
- Długość całkowita: 550 mm
- Długość głowni: 582 mm
- Średnica tulei: 18,7 mm
- Waga:?

### Bagnet M1878
Wprowadzony wraz z karabinami M1878. Był to długi bagnet nożowy, z charakterystycznymi zębami naciętymi na grzbiecie głowni, umożliwiającymi wykorzystanie bagnetu jako piły. Głownia z długim zbroczem. Pierścień jelca posiadał nacięcie, nachodzące po założeniu na podstawę muszki. W głowicy umiejscowiony był zatrzask wykorzystujący sprężynę płaską, umiejscowioną na zewnątrz, wzdłuż rękojeści. Okładziny rękojeści przymocowane były czterema nitami. Pochwa skórzana z metalowymi okuciami.
Istniały również wersje przeznaczone dla personelu nie wyposażonego w karabiny (członkowie orkiestr wojskowych, strażnicy więzienni, sanitariusze itp.), a tym samym pozbawione możliwości założenia na karabin. Przykładowo wersja dla służby więziennej pozbawiona były piły, nie posiadała zatrzasku, a symetryczny jelec nie miał otworu na lufę. Wersja dla muzyków i sanitariuszy posiadała piłę, ale nie miała nacięcia na muszkę w pierścieniu jelca.
- Długość całkowita: 600 mm
- Długość głowni: 480 mm
- Średnica pierścienia jelca: 18 mm
- Waga:?

## Nabój

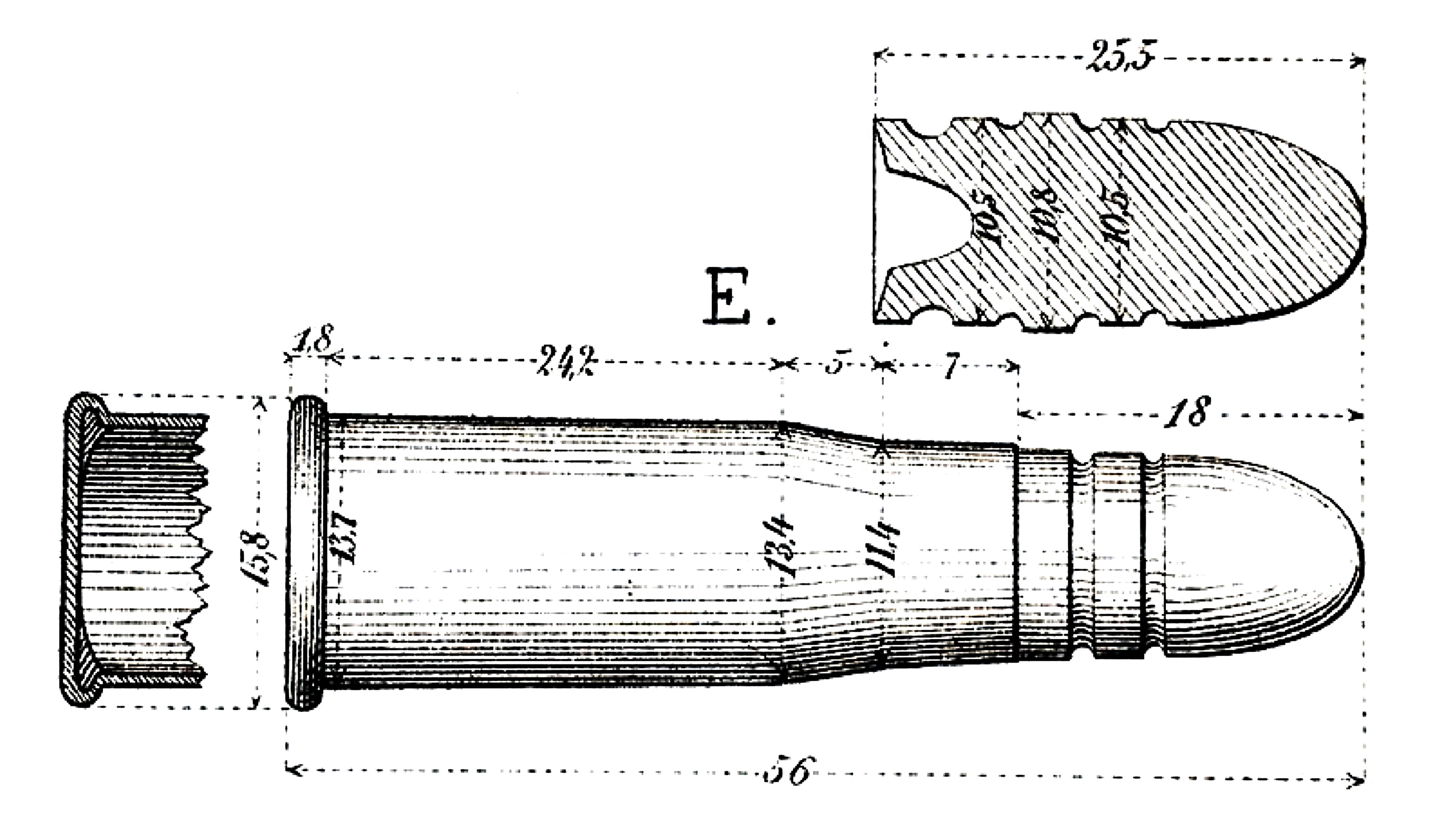
Nabój 10,4 × 38 mm R

Do karabinu stosowano naboje scalone 10,4 × 38 mm R, bocznego zapłonu. Łuska metalowa, wykonana z tombaku (94% miedzi, 6% cynku). Naboje elaborowane prochem czarnym. Pociski wykonane z ołowiu.
- Długość całkowita: 56 mm
- Długość łuski: 38 mm
- Waga naboju: 30,5 g
- Masa pocisku: 20,13 g
- Ładunek prochu: 4 g (standardowo), 3 g (wersja dla kadetów)